# ستانیسلاو سیتاک
ستانیسلاو سیتاک (انگلیسی: Stanislav Šesták؛ زادهٔ ۱۶ دسامبر ۱۹۸۲) یک بازیکن فوتبال اهل اسلواکی است.
وی همچنین در تیم ملی فوتبال اسلواکی بازی کرده‌است.